# Čeněk Sovák
Čeněk Sovák (17. března 1902 – 12. dubna 1982 Praha) byl český loutkář, režisér loutkářských představení, autor her pro tato divadla a tvůrce pohádek.

## Dílo
Sovák je autorem:
- Perleťové pantoflíčky (1939)
- Ježek Pícháček mezi zvířátky (1942)
- Ježek Pícháček mezi lidmi (1944, podruhé 1948)
- O lesní žínce Evušce a skřítkovi Petříkovi (1945)
- O mlsném Myšáčkovi a hodné Helence (1945)
- Zvířátka a sedm loupežníků (1945)
- Veliký den se blížil… (1946)
- Cirkus Globus (1947)